# Movimento anti-nucleare

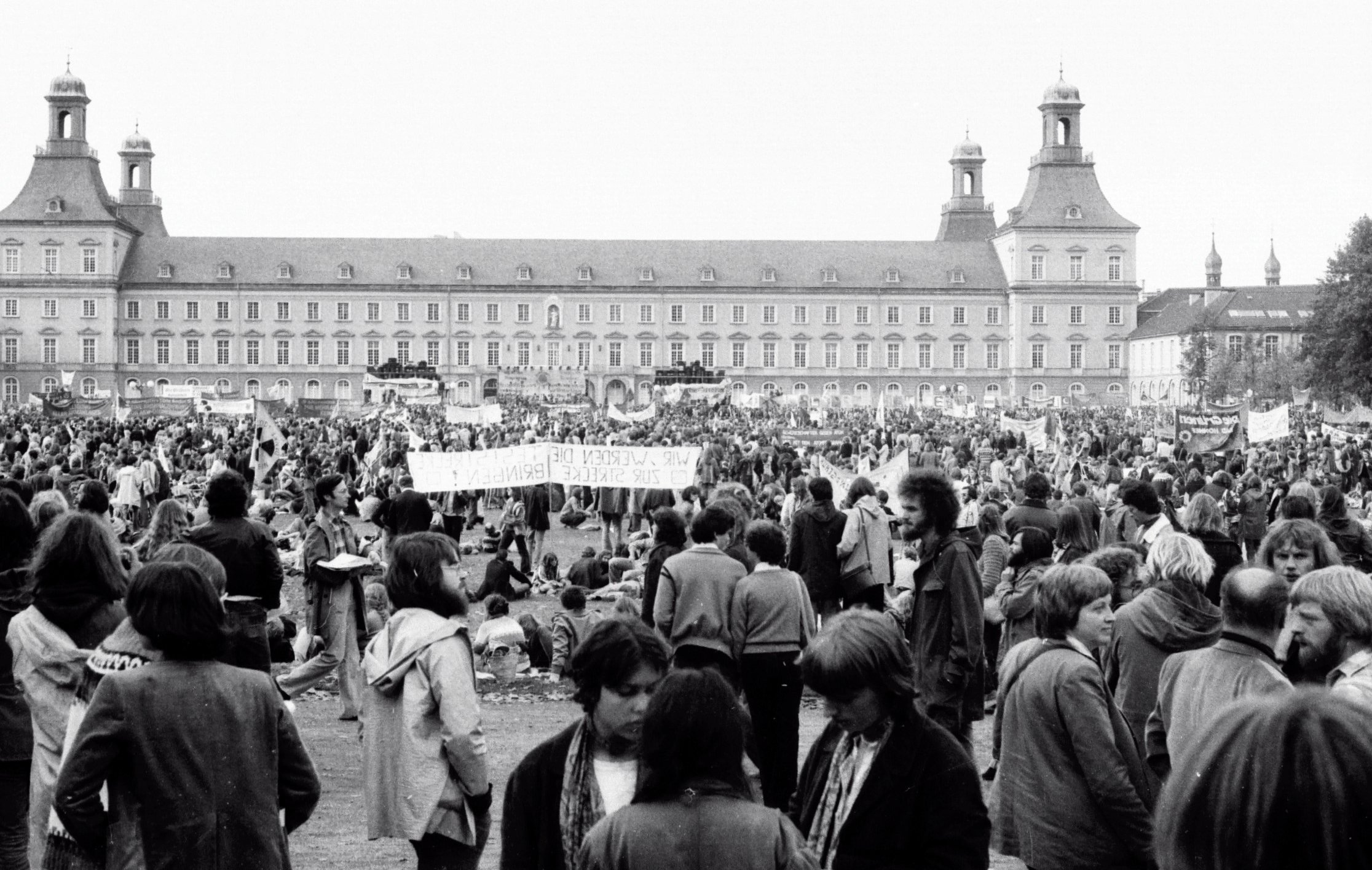
Protesta antinucleare a Bonn, in Germania, il 14 ottobre 1979.

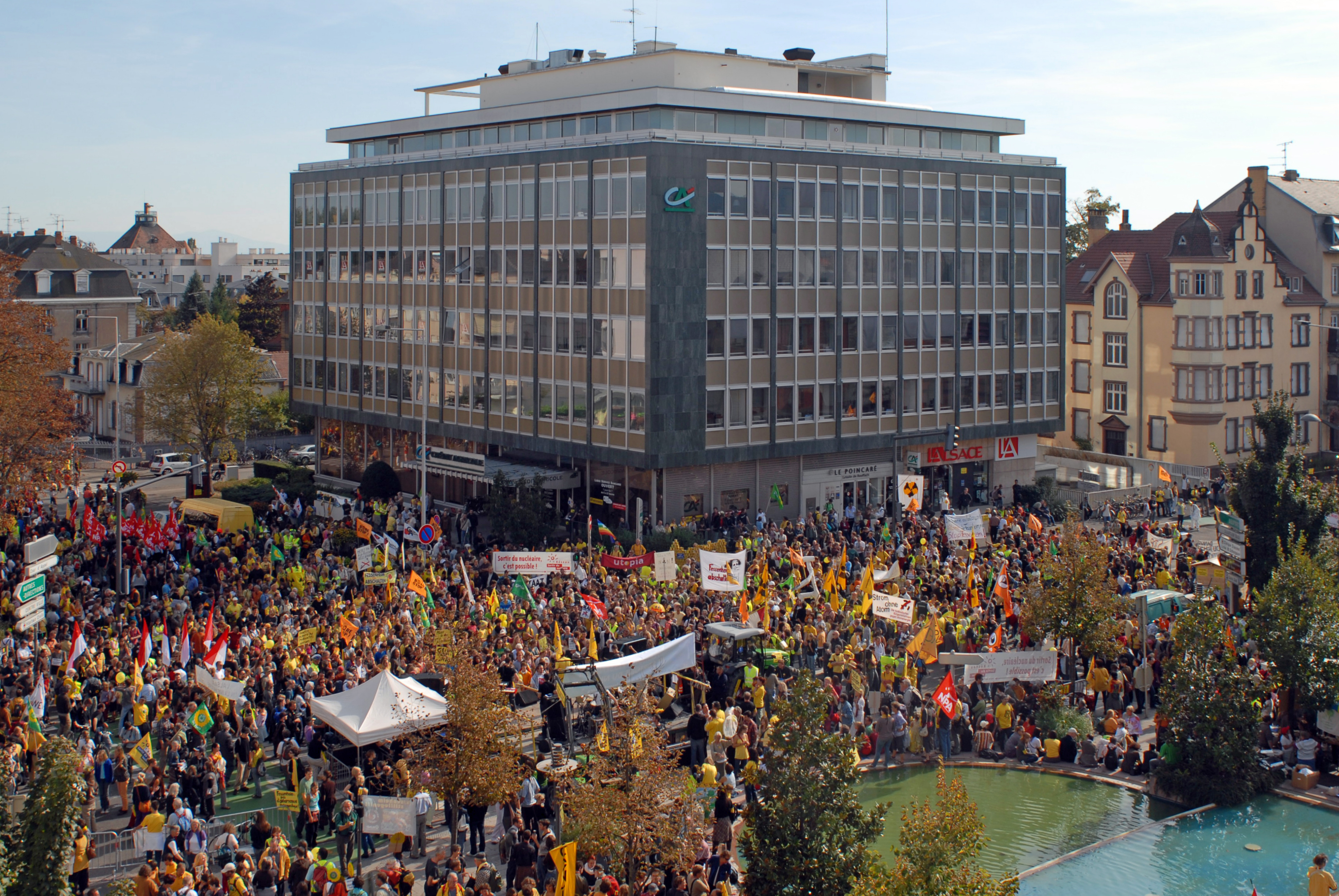
Manifestazione anti nucleare a Colmar, nel nord est della Francia, il 3 ottobre 2009.

Il movimento anti-nucleare è un movimento sociale internazionale che si oppone all'uso di varie tecnologie nucleari: molte organizzazioni di base, gruppi di professionisti e partiti politici si sono identificati con tale movimento, con l'obiettivo iniziale che è stato il disarmo dalle armi atomiche, ma che in seguito, in Austria, Germania ed Italia, l'interesse ha iniziato a spostarsi verso altre questioni, soprattutto sull'uso dell'energia nucleare in ambito civile.

## Manifestazioni antinucleari
Nel 1972, il governo centrale spagnolo pianificò la costruzione di due reattori nucleari da 930 MW ognuno, a Lemoniz, nei Paesi Baschi. Dall'inizio la costruzione è stata opposta, da un nocciolo iniziale locale, ad un ampio movimento popolare. Questo fu rapidamente fatto proprio da organizzazioni basche nazionaliste di sinistra, così aggiungendo forti riferimenti autonomistici (degenerati per questo in successivi atti di terrorismo). Il movimento ottenne anche il sostegno dello scultore basco Eduardo Chillida, che nel 1975 disegna un adesivo, che divenne un simbolo degli antinucleari baschi, con la frase “Ez, ez, ez, zentral nuklearrik ez” all'interno del disegno stilizzato di un teschio su fondo nero e che si traduce liberamente in No, no, no, non una centrale nucleare. Nel 1976, si formò un gruppo denominatosi Comision de Defensa de una costa Vasca no Nuclear (Commissione per una costa basca non nucleare). Il gruppo rappresentava vari associazioni, come quella della famiglia di Lekeitio, quella di Ea, quella dei genitori di Mungia, ed altri intorno al comune di  Lemoniz. Entro il 3 giugno 1976, la Commissione raccoglie 150.000 firme e nell'agosto 1976 organizza una marcia con più di 50.000 persone da Plentzia a Gorliz. Il 14 giugno 1977, la Commissione ed altre organizzazioni guidano più di 150.000 baschi in protesta a Bilbao per fermare la costruzione a Lemoniz.
Dopo l'incidente di Three Mile Island nel 1979, un'importante manifestazione si è tenuta a New York, coinvolgendo 200.000 persone. Nel 1981, 100.000 persone hanno protestato in Germania nei pressi di Amburgo.
La più imponente manifestazione, contro le armi nucleari, si è svolta nel 1983 a Berlino Ovest, con circa 600.000 partecipanti.

## Il movimento antinucleare in Italia
Tra il 1975 e il 1976, a due anni dalla crisi petrolifera del 1973 che per la prima volta aveva reso concreta la possibilità che il petrolio diventasse improvvisamente una risorsa scarsa, venne varato il nuovo Piano Energetico Nazionale che prevedeva la costruzione di 20 nuovi reattori nucleari, che dovevano aggiungersi ai tre piccoli reattori già in funzione a Latina, nel Garigliano ed a Trino Vercellese.
All'inizio degli anni '70 la grande maggioranza dell'opinione pubblica era favorevole a imboccare questa strada.
Nel 1976 tutti noi fisici di sinistra eravamo favorevoli al nucleare - ricorda Gianni Mattioli, all'epoca esponente del Comitato per il Controllo delle Scelte Energetiche - ritenevamo anzi che il ritardo italiano in questo campo fosse uno dei prezzi pagati dal nostro Paese alla divisione internazionale del lavoro, che aveva portato allo smantellamento del settore delle grandi macchine elettroniche. Una sera dell'autunno 1976, alla fine di una riunione convocata per mettere a punto la posizione di Democrazia Proletaria insieme a Massimo Scalia e a Paolo Degli Espinosa, un tecnico del Cnen, Paolo ci disse "Me ne vado a letto, domattina presto devo andare a convincere i contadini di Montalto di Castro che la centrale è una buona cosa".

Tornato da quell'incontro aveva perso molto del suo ottimismo filosofico. "La popolazione di Montalto - ci raccontò - quel reattore proprio non lo vuole, credo ci siano dei problemi sanitari".

Da allora, per alcune settimane ci buttammo a studiare decine di documenti sul tema e ci accorgemmo che i dubbi dei contadini di Montalto erano condivisi da fior di medici e di biologi. Fu così che maturammo la nostra scelta contro l'atomo.

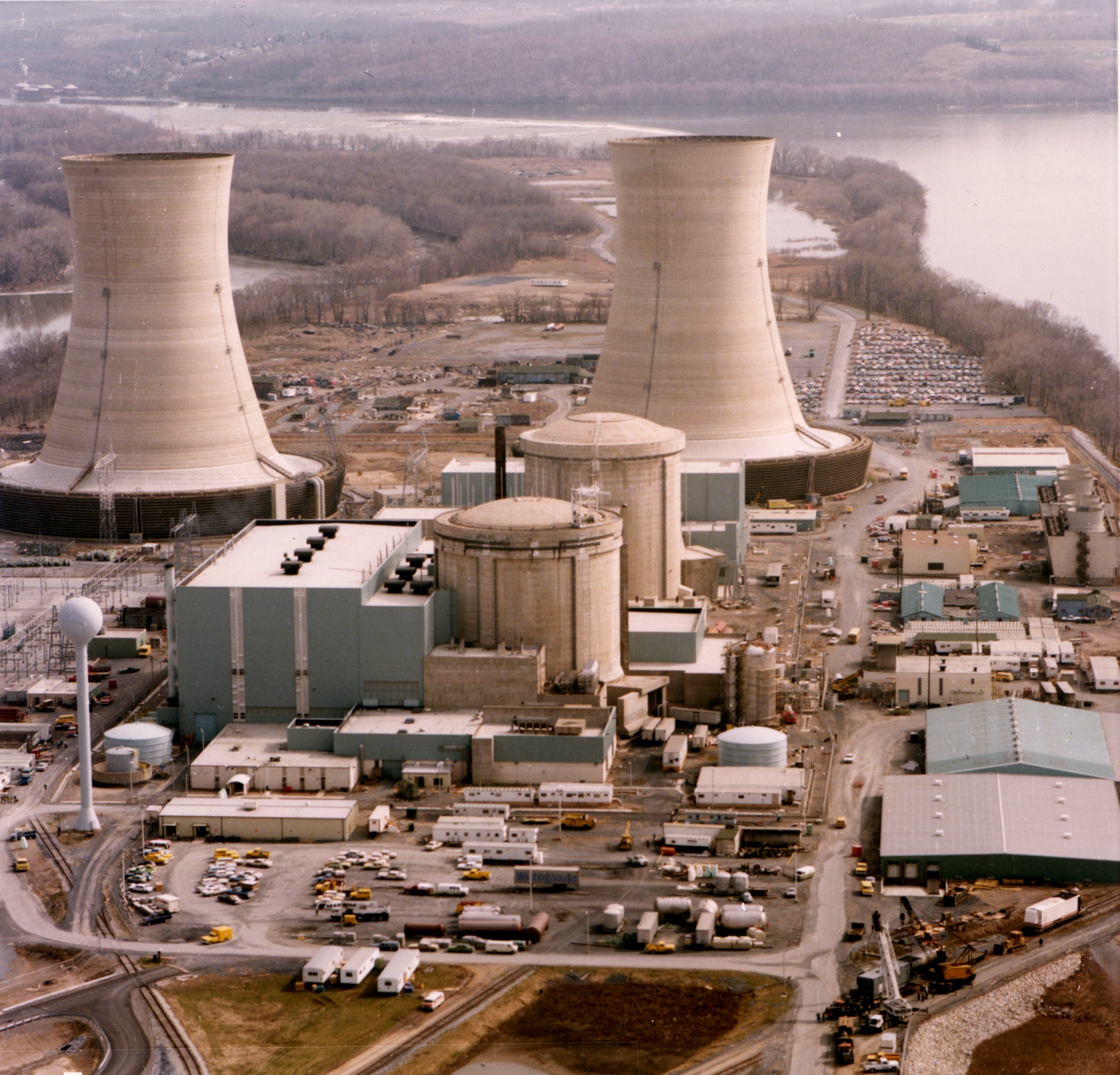
La centrale di Three Mile Island

Un altro anno importante per il movimento antinucleare e tutto l'ambientalismo italiano fu il 1979. Il 28 marzo si verificò un incidente nella centrale nucleare di Three Mile Island: il primo grande incidente nucleare della storia. Malgrado non si registrassero significative fughe di radioattività nell'ambiente, si trattò di un grave incidente industriale, che danneggiò seriamente il secondo reattore, attivo da appena 13 mesi; l'unità coinvolta subì una parziale fusione nel nucleo e non tornò mai più in esercizio. L'opinione pubblica di tutto il mondo verificò per la prima volta che il rischio di incidenti dalle conseguenze incontrollabili era una realtà. Meno di due mesi dopo, il 19 maggio, oltre 20.000 persone parteciparono a Roma a una manifestazione antinucleare promossa dal Comitato per il Controllo delle Scelte Energetiche: fu il segno che la mobilitazione nata a Montalto di Castro aveva ormai messo radici.
Negli stessi mesi, all'interno dell'ARCI, struttura che riuniva l'associazionismo di sinistra, si creò il primo nucleo della Lega per l'Ambiente che assumerà poi una prima struttura organizzativa nella primavera del 1980 con Maurizio Sacconi e Chicco Testa.
A Torino, nel maggio del 1983 si era svolta la manifestazione Rock contro il nucleare, presso la Facoltà di Architettura, al Castello del Valentino. L'evento organizzato dalla fanzine Blood, il Collettivo Studentesco di Architettura e Lotta Continua per il Comunismo, aveva raccolto i più importanti gruppi musicali della città e aveva visto una straordinaria affluenza di pubblico, dando l'avvio ad una lunga tradizione di ecologismo e manifestazioni non violente in Piemonte, mentre negli stessi anni si organizzò il movimento antinucleare nel mantovano, in particolare a Viadana, dove era in progetto la realizzazione di una seconda centrale nucleare sul fiume Po, dopo quella realizzata a Caorso ed entrata in funzione nel 1981.

Marcia anti nucleare, Trino Vercellese, 1986.

Il 26 aprile 1986 un incidente nella centrale nucleare di Černobyl' in Ucraina sprigionò una nube radioattiva che attraversò mezza Europa. In Italia le prime reazioni delle fonti ufficiali tesero a minimizzare. La rivista La Nuova Ecologia e la Lega per l'Ambiente, ai primi di maggio, resero invece noti durante una conferenza stampa i dati che documentavano la presenza preoccupante di radionuclidi su molte aree del paese. Nei giorni successivi le autorità vietarono il consumo degli alimenti più a rischio come latte e insalata.
In un inserto speciale allegato a La Nuova Ecologia del maggio 1986, venne pubblicato il resoconto di una riunione svoltasi il 1º maggio tra i tecnici dell'Istituto Superiore di Sanità e dell'Enea e il Ministero della Protezione Civile Giuseppe Zamberletti, per decidere le misure da adottare dopo l'arrivo in Italia della nube radioattiva. L'Istituto Superiore di Sanità raccomandò di vietare il consumo di latte, uova, frutta, verdura e di fermare caccia, pesca e macellazione, ma il Ministro su pressione dell'Enea si limitò a diramare un comunicato in cui si invitavano i cittadini a non consumare verdura a foglia e a non dare latte fresco ai bambini al di sotto dei dieci anni. Di fronte alle accuse degli ambientalisti, il Ministro della Sanità Degan scavalcando Zamberletti trasforma l'invito in divieto.
Il 10 maggio a Roma una grande manifestazione popolare a cui parteciparono più di 200.000 persone segnò il primo passo verso il referendum che l'anno successivo portò all'abbandono dell'energia nucleare in Italia.

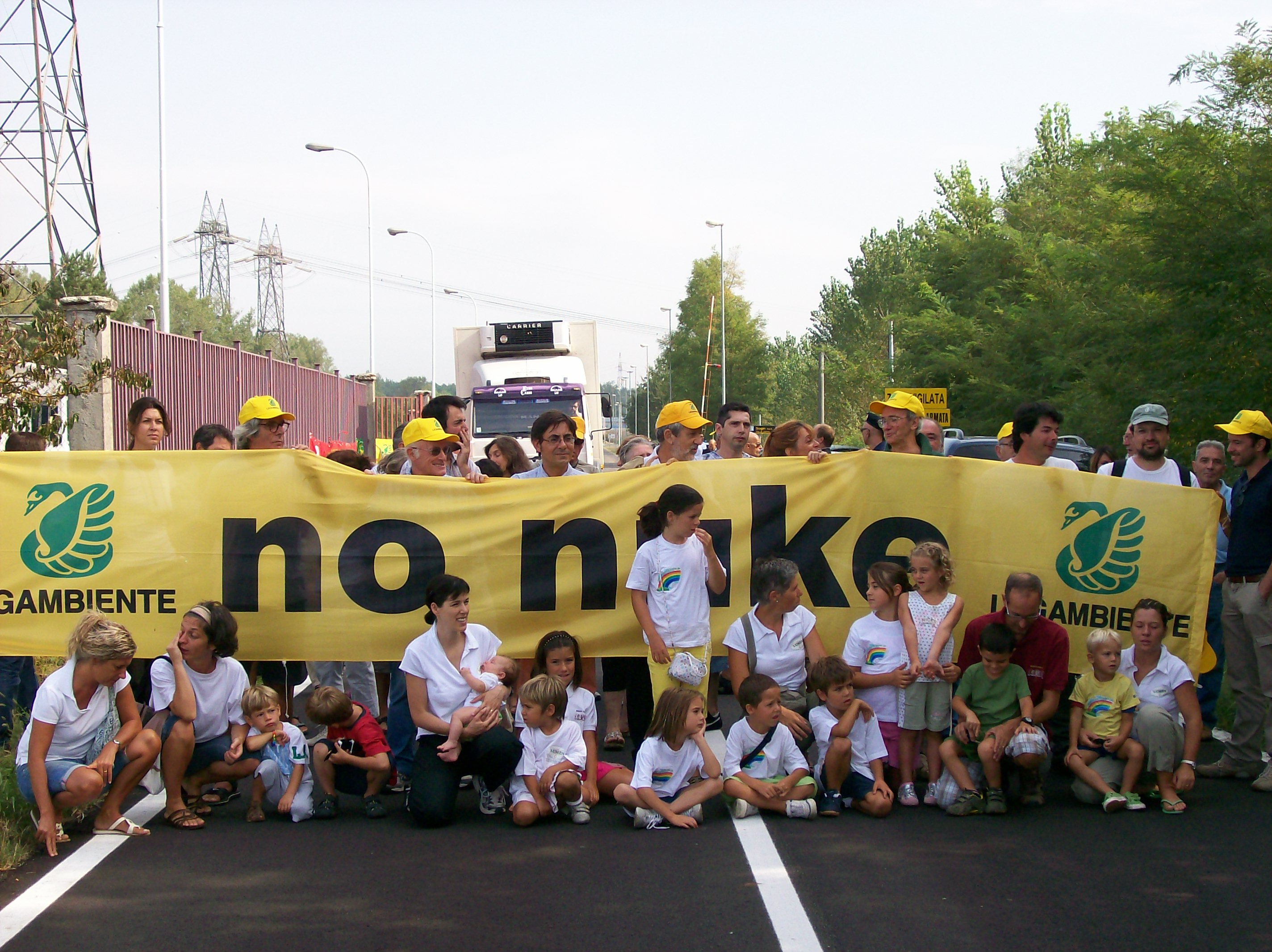
Settembre 2009, presidio davanti alla centrale di Caorso (PC)

La mobilitazione contro il nucleare rappresentò anche un punto di svolta nella storia dell'ambientalismo italiano: per il referendum del 1987 vennero raccolte in pochi mesi oltre un milione di firme, il doppio del necessario, la Lega per l'Ambiente e il WWF raddoppiarono i soci, mentre alle elezioni politiche del 1987 i Verdi ottennero quasi un milione di voti.
Dopo la decisione del Governo Berlusconi nel 2008 di ritornare all'utilizzo dell'energia nucleare in conseguenza dell'aumento dei prezzi di gas naturale e petrolio, la coalizione Vota Sì per fermare il nucleare, composta da oltre 60 associazioni, ha promosso la mobilitazione per il referendum del 12 e 13 giugno 2011. Anche in conseguenza dell'incidente nella centrale giapponese di Fukushima, che nel marzo 2011 ha riaperto il dibattito mondiale sui rischi connessi agli impianti nucleari, il referendum ha confermato, 25 anni dopo Černobyl', la contrarietà della maggioranza assoluta dei cittadini italiani all'utilizzo dell'energia prodotta dall'atomo.

## Simboli
Uno dei simboli più conosciuti del movimento anti-nucleare è costituito dal cosiddetto "Sole che ride", un sole rosso che sorride, di solito su sfondo giallo. Ci sono diverse varianti, come un pugno alzato o una faccia arrabbiata. Spesso è accompagnato dallo slogan "Nucleare? No, grazie!" Questo simbolo venne disegnato nel 1975 per il movimento anti-nucleare danese.

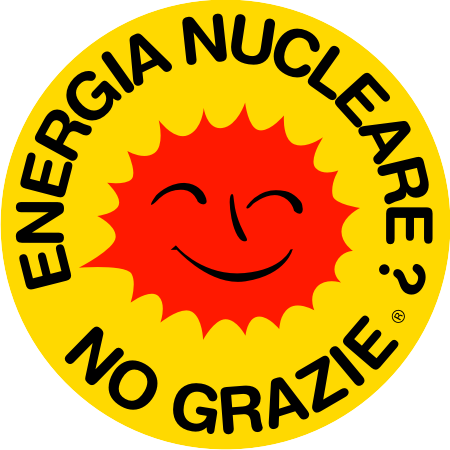
Il Sole che ride, simbolo del movimento anti-nucleare.

Simbolo della pace, ideato dal grafico inglese Gerald Holtom nel 1958 per la campagna contro gli armamenti nucleari. Rappresenta la sovrapposizione delle lettere N e D (Nuclear Disarmament) del codice nautico delle segnalazioni con le bandiere a mano.